# Prometheus (måne)
 For alternative betydninger, se Prometheus (flertydig). (Se også artikler, som begynder med Prometheus)
Prometheus er en af planeten Saturns måner: Den blev opdaget i oktober 1980 ved hjælp af billeder fra rumsonden Voyager 1, og fik den midlertidige betegnelse 1980 S 27, men i 1985 besluttede den Internationale Astronomiske Union at opkalde månen efter titanen Prometheus fra den græske mytologi. Der ud over kendes månen også under betegnelsen Saturn XVI (XVI er romertallet for 16).
Prometheus er en temmelig aflang lille måne; 68 kilometer hvor den er smallest, og 148 kilometer på den "lange led". Den har en mængde dale og forhøjninger, og man kan se 20 kilometer store kratre efter meteorit-nedslag. Prometheus har dog ikke nær så mange kratre som dens nærmeste "naboer", månerne Epimetheus, Janus og Pandora. Den meget lave massefylde og forholdsvis høje albedo tyder på at Prometheus består af en meget porøs form for is. Disse tal er dog noget usikre, så denne teori mangler endnu sin endelige bekræftelse.
Prometheus fungerer som hyrdemåne for F-ringen i Saturns system af planetringe. Nye billeder fra rumsonden Cassini viser at Prometheus med sin gravitation skaber små bugtninger og "klumper" langs F-ringen ved at "stjæle" støv og andet materiale fra ringen.
Saturn-månen Prometheus må ikke forveksles med småplaneten 1809 Prometheus.